# Société française de vexillologie
 (mars 2021).
Si vous disposez d'ouvrages ou d'articles de référence ou si vous connaissez des sites web de qualité traitant du thème abordé ici, merci de compléter l'article en donnant les références utiles à sa vérifiabilité et en les liant à la section « Notes et références ».
La Société française de vexillologie (SFV) est une société savante française, fondée à Paris, en 1985 par Hervé Pinoteau. Elle est l'association nationale dédiée aux études relatives aux drapeaux, aux pavillons et aux autres vexilles.

## Historique
La Société française de vexillologie a succédé à l'Association française d'études internationales de vexillologie (AFEIV), qui fut active de 1966 à 1975.
Depuis le 1er juillet 1991, la Société française de vexillologie est membre de la Fédération internationale des associations vexillologiques (FIAV). À ce titre, elle participe aux congrès internationaux de vexillologie qui se déroulent régulièrement tous les deux ans depuis 1965.

## Objectifs et actions de la société
La SFV a pour buts de populariser la vexillologie en France et de développer l'intérêt à son égard comme sujet d'études scientifiques ou comme passe-temps. La SFV s'efforce de nouer des liens entre toutes les personnes qui développent un intérêt pour les drapeaux, qu'il s'agisse de spécialistes ou non: amateurs, historiens, chercheurs, collectionneurs, créateurs et utilisateurs professionnels.
La Société française de vexillologie représente les vexillologues français au niveau international et favorise les échanges avec les institutions nationales (Service historique de la défense, Service hydrographique et océanographique de la marine, musée de l'armée, etc.) ou étrangères ayant des buts comparables aux siens.

## Drapeau

Son drapeau a été adopté le 15 juin 1985. Dessiné par le baron Pinoteau, il reprend les couleurs du drapeau français et est constitué d’une croix blanche délimitée par un filet alternativement rouge et bleu. Ces filets sont séparés des cantons écartelés bleus et rouges par un filet blanc (proportions 9-1-1-5-1-1-9). Il est inspiré des drapeaux des régiments français d'Ancien Régime, portant pour la grande majorité d'entre eux la croix blanche de Saint Michel.

## Liste des dirigeants
| Identité                              | Période | Période | Durée  |
| Identité                              | Début   | Fin     | Durée  |
| ------------------------------------- | ------- | ------- | ------ |
| Hervé Pinoteau (1927 - 2020)          | 1985    | 2002    | 17 ans |
| Cédric de Fougerolle (d) (né en 1962) | 2018    |         |        |

## Publications
La Société française de vexillologie publie depuis sa création un bulletin de liaison trimestriel. D'abord nommé Emblèmes et Pavillons (1985-1995), il s'intitule ensuite Franciæ Vexilla (1995-2018), puis prend le nom de Drapeaux et Pavillons dès le 2e trimestre 2018 (n° 136).